# Villiers-en-Bière
Villiers-en-Bière è un comune francese di 220 abitanti situato nel dipartimento di Senna e Marna nella regione dell'Île-de-France.

## Società

### Evoluzione demografica
Abitanti censiti